# Copa Hopman de 2000
A Copa Hopman de 2000 foi a 12ª edição do torneio entre países do tênis em mistas, organizada pela Federação Internacional de Tênis.
Amanda Coetzer e Wayne Ferreira da África do Sul bateram os tailandeses Tamarine Tanasugarn e Paradorn Srichaphan na final.

## Final

### África do Sul vs. Tailândia
| África do Sul 3 | Burswood Entertainment Complex, Perth 8 de janeiro de 2000 duro (coberto) | Burswood Entertainment Complex, Perth 8 de janeiro de 2000 duro (coberto) | Tailândia 0 |     |     |  |
| \| \| \| \| 1 \| 2 \| 3 \| \| \| - \| \| ------------------------------------------------------------------------- \| --- \| --- \| --- \| \| \| 1 \| \| Amanda Coetzer Tamarine Tanasugarn \| 3 6 \| 6 4 \| 6 4 \| \| \| 2 \| \| Wayne Ferreira Paradorn Srichaphan \| 7 6 \| 6 3 \| \| \| \| 3 \| \| Amanda Coetzer / Wayne Ferreira Tamarine Tanasugarn / Paradorn Srichaphan \| 8 1 \| \| \| \| |                                                                           |                                                                           |             |     |     |  |
| |                                                                           |                                                                           | 1           | 2   | 3   |  |
| 1 | África do Sul · Tailândia                                                 | Amanda Coetzer Tamarine Tanasugarn                                        | 3 6         | 6 4 | 6 4 |  |
| 2 | África do Sul · Tailândia                                                 | Wayne Ferreira Paradorn Srichaphan                                        | 7 6         | 6 3 |     |  |
| 3 | África do Sul · Tailândia                                                 | Amanda Coetzer / Wayne Ferreira Tamarine Tanasugarn / Paradorn Srichaphan | 8 1         |     |     |  |